# 1986 في مصر
فيما يلي قوائم الأحداث التي وقعت خلال عام 1986 في مصر.

## سياسة

### تعيين في المنصب
- 10 نوفمبر – عاطف صدقي رئيس الوزراء المصري.

## أفلام
من الأفلام التي صدرت هذه السنة في مصر:
- 1 يناير – البداية من إخراج صلاح أبو سيف.
- 1 يناير – الجلسة سرية
- 1 يناير – الجوع من إخراج علي بدرخان.
- 1 يناير – الحب فوق هضبة الهرم من إخراج عاطف الطيب.
- 1 يناير – الحناكيش من إخراج علي عبد الخالق.
- 1 يناير – الصبر في الملاحات
- 1 يناير – الضائعة من إخراج عاطف سالم.
- 1 يناير – القطار
- 1 يناير – اليوم السادس من إخراج يوسف شاهين.
- 1 يناير – إحترس عصابة النساء من إخراج محمود أباظة.
- 1 يناير – إنتحار صاحب الشقة من إخراج أحمد يحيى.
- 1 يناير – شادر السمك
- 1 يناير – عودة مواطن من إخراج محمد خان.
- 1 يناير – مشوار عمر من إخراج محمد خان.
- 7 يونيو – الطوق والإسورة من إخراج خيري بشارة.
- 11 أغسطس – البريء
- 20 أكتوبر – كراكون في الشارع من إخراج أحمد يحيى.

## موسيقى

### ألبومات
من الألبومات التي صدرت هذه السنة في مصر:
- 1 يناير – أكيد من غناء حميد الشاعري.

## كتب
من الكتب التي صدرت هذه السنة في مصر:
- 1 يناير – حوار مع صديقي الملحد من تأليف مصطفى محمود.

## مواليد

### يناير
- 1 يناير – أحمد شديد قناوي لاعب كرة قدم مصري.[1]
- 1 يناير – عبد الرحمن منصور صحفي مصري.
- 5 يناير – إحسان حاتم
- 20 يناير – عبد الإله جلال لاعب كرة قدم مصري.[2]

### مارس
- 5 مارس – شيكابالا لاعب كرة قدم مصري.[3]
- 9 مارس – حسام عاشور لاعب كرة قدم مصري.[4]
- 9 مارس – محمد المرسي لاعب كرة قدم مصري.
- 12 مارس – منى سيف عالمة وراثة مصرية.

### أبريل
- 8 أبريل – أحمد غانم سلطان لاعب كرة قدم مصري.[5]
- 12 أبريل – أحمد تمساح لاعب كرة قدم مصري.[6]
- 12 أبريل – أحمد عبد الرؤوف لاعب كرة قدم مصري.[7]
- 20 أبريل – إبراهيم عبد الخالق لاعب كرة قدم مصري.[8]
- 22 أبريل – ساندي

### مايو
- 5 مايو – محمود فرج لاعب كرة قدم مصري.
- 10 مايو – مصطفى شبيطة لاعب كرة قدم مصري.[9]
- 20 مايو – أحمد سمير فرج لاعب كرة قدم مصري.[10]
- 21 مايو – أحمد علي كامل لاعب كرة قدم مصري.[11]
- 24 مايو – أحمد مجدي لاعب كرة قدم مصري.
- 24 مايو – عبد العزيز توفيق لاعب كرة قدم مصري.[12]
  -     - يوليو ***
- 1 يوليو - ((مؤمن هيكل)) - مفكر وبلوجر اقتصادي وتسويقي مصري

### أغسطس
- 19 أغسطس – عبد الله فاروق لاعب كرة قدم مصري.
- 29 أغسطس – شريف صبري لاعب كرة مضرب مصري.

### سبتمبر
- 23 سبتمبر – عبير عيسوي لاعبة تايكوندو مصرية.
- 25 سبتمبر – هايدي الطباخ لاعبة كرة مضرب كندية.
- 28 سبتمبر – سميرة إبراهيم نسويّة مصرية.
- 30 سبتمبر – جيرمين أنور لاعبة تايكوندو مصرية.

### أكتوبر
- 8 أكتوبر – كريم قاسم ممثل مصري.

### نوفمبر
- 22 نوفمبر – أيتن عامر ممثلة مصرية.
- 30 نوفمبر – مهدي سليمان لاعب كرة قدم مصري.

## وفيات

### أبريل
- 21 أبريل – صلاح جاهين (مواليد 1930)

### مايو
- 22 مايو – عمر التلمساني (مواليد 1904) مرشد جماعة الإخوان السابق.

### يونيو
- 5 يونيو – توجو مزراحي (مواليد 1901) ممثل مصري.

### أكتوبر
- 8 أكتوبر – شادي عبد السلام (مواليد 1930)
- 18 أكتوبر – نيازي مصطفى (مواليد 1911) مخرج أفلام مصري.[13]